# Maddalena di Svezia
Maddalena di Svezia (nome completo in svedese Madeleine Thérèse Amélie Joséphine; Ekerö, 10 giugno 1982) è una principessa svedese.
Terzogenita di Carlo XVI Gustavo e della regina Silvia, è nona nella linea di successione al trono di Svezia.

## Biografia
Ultima figlia del re Carlo XVI Gustavo di Svezia e della regina consorte Silvia, ha una sorella, Vittoria, ed un fratello, Carlo Filippo.
È stata battezzata il 31 agosto 1982 nella cappella del Palazzo Reale di Stoccolma. Suoi padrini sono stati Andrea, principe Sassonia Coburgo e Gotha, suo zio materno Walther L. Sommerlath, sua cugina paterna la principessa Benedetta di Danimarca e sua zia paterna Cristina di Svezia.
Il suo quarto nome, Joséphine, è in onore di Giuseppina di Leuchtenberg, regina consorte di Svezia e Norvegia come moglie del re Oscar I.

### Educazione e formazione
Parla fluentemente inglese, tedesco e svedese e ha una buona conoscenza del francese. Ama l'equitazione ed è un'esperta fantina; pratica anche sci ed è un'amante dell'arte, del teatro e della danza.
Dopo essersi diplomata al ginnasio nel 2001, ha vissuto per alcuni mesi a Londra, dove ha studiato l'inglese. Nel gennaio del 2003 ha iniziato a frequentare l'Università di Stoccolma dove ha studiato storia dell'arte. Si è laureata il 23 gennaio 2006 in storia dell'arte, etnologia e storia moderna.
Nel 2006 ha lavorato per sei mesi nella sede UNICEF di New York nella divisione dei Servizi Tutela dei Minori. Nel 2007 è tornata all'Università di Stoccolma per studiare psicologia dell'età evolutiva.
Dal 2010 lavora per la World Childhood Foundation, fondazione di tutela all'infanzia fondata da sua madre, la regina Silvia di Svezia; in particolare, la principessa vuole aumentare la sensibilizzazione sullo sfruttamento sessuale minorile e sul traffico di esseri umani.

### Vita privata
L'11 agosto 2009 la principessa annunciò ufficialmente il fidanzamento con l'avvocato Jonas Bergström. Le nozze fra i due erano state fissate per la seconda metà del 2010 ed era già stato stabilito che, dopo aver contratto il matrimonio, Bergström sarebbe divenuto duca di Hälsingland e Gästrikland. Tuttavia l'evento venne rimandato e successivamente la stessa Maddalena annunciò la rottura del fidanzamento a causa dei tradimenti dell'uomo.
È la madrina di battesimo di suo nipote, il principe Oscar, figlio di sua sorella Vittoria, e del principe Gabriel, figlio di suo fratello Carlo Filippo.

#### Matrimonio

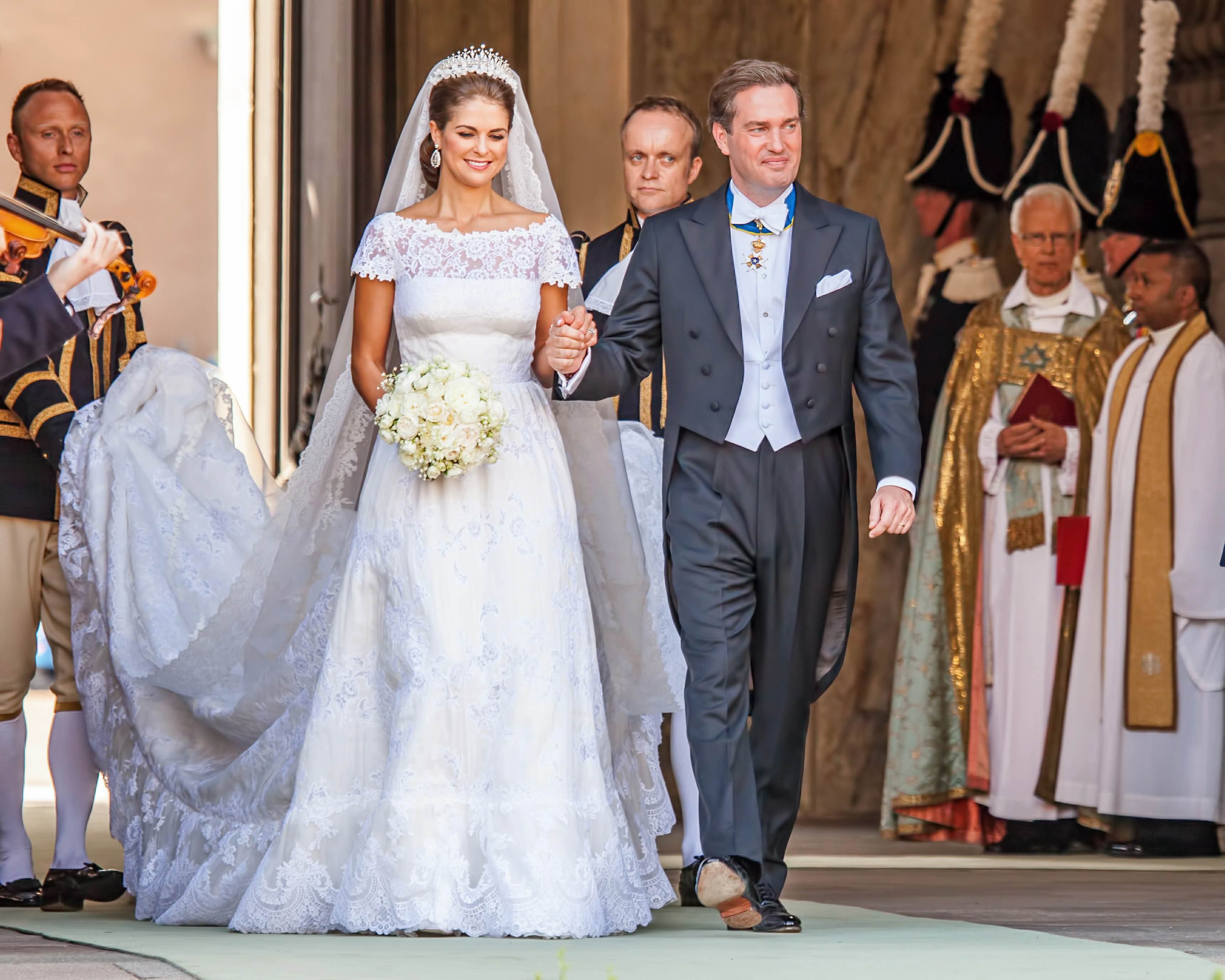
La principessa Maddalena e il marito, Christopher O'Neill, nel giorno del loro matrimonio

Il 25 ottobre 2012 la regina di Svezia in persona annunciò, con un comunicato ufficiale sul sito della monarchia svedese e sulla pagina Facebook della Casa Reale, il fidanzamento della principessa Maddalena con Christopher O'Neill, banchiere newyorkese.
Il 23 dicembre 2012 la famiglia reale annunciò che le ormai prossime nozze della principessa si sarebbero tenute presso la cappella del Palazzo Reale di Stoccolma; il matrimonio venne quindi celebrato l'8 giugno 2013.
La coppia ha avuto 3 figli:
- Principessa Leonore Lilian Maria, duchessa di Gotland (New York, 20 febbraio 2014)[9][10][11]
- Principe Nicolas Paul Gustaf, duca di Ångermanland (Stoccolma, 15 giugno 2015)[12]
- Principessa Adrienne Josephine Alice, duchessa di Blekinge (Stoccolma, 9 marzo 2018)[13][14][15]

Nel maggio 2015 la famiglia si è trasferita da New York a Stoccolma, ma ad ottobre dello stesso anno hanno deciso di trasferirsi nuovamente a Londra. Ad agosto del 2018 hanno annunciato il loro trasferimento in Florida.

## Titoli e trattamento
- 10 giugno 1982 - attuale: Sua Altezza Reale, la principessa Maddalena di Svezia, duchessa di Halsingland e Gästrikland
  - in svedese: Hennes Kunglig Höghet, prinsessa Madeleine av Sverige, hertiginna av Hälsingland och Gästrikland

## Onorificenze

Monogramma

## Ascendenza
|                                   |                         |                                                      | Genitori                                               |  |  | Nonni |  |  | Bisnonni                    |  |  | Trisnonni           |  |
|                                   |                         |                                                      |                                                        |  |  |       |  |  | Gustavo VI Adolfo di Svezia |  |  | Gustavo V di Svezia |  |
|                                   |                         |                                                      |                                                        |  |  |       |  |  | Gustavo VI Adolfo di Svezia |  |  | Gustavo V di Svezia |  |
|                                   |                         | Vittoria di Baden                                    |                                                        |  |  |       |  |  | Gustavo VI Adolfo di Svezia |  |  |                     |  |
| Gustavo Adolfo di Svezia          |                         |                                                      |                                                        |  |  |       |  |  | Gustavo VI Adolfo di Svezia |  |  |                     |  |
|                                   |                         | Margherita di Sassonia-Coburgo-Gotha                 | Arturo di Sassonia-Coburgo-Gotha                       |  |  |       |  |  |                             |  |  |                     |  |
|                                   |                         | Margherita di Sassonia-Coburgo-Gotha                 | Arturo di Sassonia-Coburgo-Gotha                       |  |  |       |  |  |                             |  |  |                     |  |
|                                   |                         | Margherita di Sassonia-Coburgo-Gotha                 | Luisa Margherita di Prussia                            |  |  |       |  |  |                             |  |  |                     |  |
| Carlo XVI Gustavo di Svezia       |                         | Margherita di Sassonia-Coburgo-Gotha                 |                                                        |  |  |       |  |  |                             |  |  |                     |  |
|                                   |                         | Carlo Edoardo di Sassonia-Coburgo-Gotha              | Leopoldo di Sassonia-Coburgo-Gotha                     |  |  |       |  |  |                             |  |  |                     |  |
|                                   |                         | Carlo Edoardo di Sassonia-Coburgo-Gotha              | Leopoldo di Sassonia-Coburgo-Gotha                     |  |  |       |  |  |                             |  |  |                     |  |
|                                   |                         | Carlo Edoardo di Sassonia-Coburgo-Gotha              | Elena di Nassau                                        |  |  |       |  |  |                             |  |  |                     |  |
| Sibilla di Sassonia-Coburgo-Gotha |                         | Carlo Edoardo di Sassonia-Coburgo-Gotha              |                                                        |  |  |       |  |  |                             |  |  |                     |  |
|                                   |                         | Vittoria di Schleswig-Holstein-Sonderburg-Glücksburg | Federico di Schleswig-Holstein-Sonderburg-Glücksburg   |  |  |       |  |  |                             |  |  |                     |  |
|                                   |                         | Vittoria di Schleswig-Holstein-Sonderburg-Glücksburg | Federico di Schleswig-Holstein-Sonderburg-Glücksburg   |  |  |       |  |  |                             |  |  |                     |  |
|                                   |                         | Vittoria di Schleswig-Holstein-Sonderburg-Glücksburg | Carolina di Schleswig-Holstein-Sonderburg-Augustenburg |  |  |       |  |  |                             |  |  |                     |  |
| Maddalena di Svezia               |                         | Vittoria di Schleswig-Holstein-Sonderburg-Glücksburg |                                                        |  |  |       |  |  |                             |  |  |                     |  |
|                                   | Louis Moritz Sommerlath | Louis Carl Sommerlath                                |                                                        |  |  |       |  |  |                             |  |  |                     |  |
|                                   | Louis Moritz Sommerlath | Louis Carl Sommerlath                                |                                                        |  |  |       |  |  |                             |  |  |                     |  |
|                                   | Louis Moritz Sommerlath | Anna Lucie Tille                                     |                                                        |  |  |       |  |  |                             |  |  |                     |  |
| Carl Walther Sommerlath           | Louis Moritz Sommerlath |                                                      |                                                        |  |  |       |  |  |                             |  |  |                     |  |
|                                   |                         | Erna Sophie Waldau                                   | Johann Waldau                                          |  |  |       |  |  |                             |  |  |                     |  |
|                                   |                         | Erna Sophie Waldau                                   | Johann Waldau                                          |  |  |       |  |  |                             |  |  |                     |  |
|                                   |                         | Erna Sophie Waldau                                   | Sophie Marie Schmidt                                   |  |  |       |  |  |                             |  |  |                     |  |
| Silvia Sommerlath                 |                         | Erna Sophie Waldau                                   |                                                        |  |  |       |  |  |                             |  |  |                     |  |
|                                   |                         | Artur Floriano de Toledo                             | Joaquim Floriano de Toledo                             |  |  |       |  |  |                             |  |  |                     |  |
|                                   |                         | Artur Floriano de Toledo                             | Joaquim Floriano de Toledo                             |  |  |       |  |  |                             |  |  |                     |  |
|                                   |                         | Artur Floriano de Toledo                             | Maria Júlia de Barros                                  |  |  |       |  |  |                             |  |  |                     |  |
| Alice Soares de Toledo            |                         | Artur Floriano de Toledo                             |                                                        |  |  |       |  |  |                             |  |  |                     |  |
|                                   |                         | Elisa Novais Soares                                  | Emiliano Baptista Soares                               |  |  |       |  |  |                             |  |  |                     |  |
|                                   |                         | Elisa Novais Soares                                  | Emiliano Baptista Soares                               |  |  |       |  |  |                             |  |  |                     |  |
|                                   |                         | Elisa Novais Soares                                  | Joaquina Dias Novais                                   |  |  |       |  |  |                             |  |  |                     |  |
|                                   |                         | Elisa Novais Soares                                  |                                                        |  |  |       |  |  |                             |  |  |                     |  |